# JOBANアートライン
JOBANアートライン（じょうばんアートライン）は、東京藝術大学・JR東日本東京支社や常磐線沿線の自治体が「アート」をキーワードに、イメージアップと活性化に取り組む活動。JOBANアートライン協議会の会長は取手市長が務める。

## 設立経緯
- 2005年
  - 8月29日 - 常磐線快速電車東京駅乗り入れ推進協議会「JOBANアートライン」構想について取手市長が提案JR東京支社長、松戸市、柏市、我孫子市の各市長に協力依頼。
  - 9月22日 - 記者発表 「JOBANアートライン構想」企画案発表
  - 11月7日 - 東京芸術大学との懇談会東京芸術大学 当時 副学長（現学長）に協力依頼
- 2006年
  - 1月-2月 - 台東区、荒川区、足立区、葛飾区の各区長へ取手市長が訪問し、協力を依頼
  - 3月27日 - 事務担当者調整会議開催
  - 6月28日 - JOBANアートライン担当課長会議 開催
  - 7月25日 - JOBANアートライン協議会設立総会 開催

## 参加自治体
- 取手市
- 我孫子市
- 柏市
- 松戸市
- 葛飾区
- 足立区
- 荒川区
- 台東区

## 関連団体
- 取手アートプロジェクト
- 我孫子国際野外美術展
- 拝借景
- アートラインかしわ

2006年から活動している。現代美術の展示・街中でのパフォーマンスなどが、毎年11月に行われる。
- island
- 松戸アートラインプロジェクト
- 千住芸術村
- 千住まちかど美術館
- アプリュス
- SOBASUTA